# Takako Nakamoto
Takako Nakamoto (中本 たか子) est une autrice et militante féministe et communiste japonaise, née le 19 novembre 1903 dans la préfecture de Yamaguchi et morte le 28 septembre 1991. Son œuvre mêle romans et reportages ressortant de la littérature prolétarienne.

## Biographie
Takako Nakamoto naît en 1903 à Tsunoshima (actuelle Shimonoseki) dans  une famille dont le père, retraité militaire, est enseignant d'éducation physique. Après ses études dans une école supérieure pour jeunes filles de Yamaguchi, elle devient enseignante en école primaire puis migre à Tokyo. Elle y côtoie le mouvement littéraire prolétarien et collabore à la revue Nyonin Geijutsu dans les années 1920, où elle publie l'une de ses premières nouvelles, Aka ([« Rouge »]) en 1928 . Elle devient proche du parti communiste japonais alors clandestin, auquel elle n'adhère toutefois qu'en 1960.
En 1927, elle mène une grève pour que les ouvrières du textile, logées dans des hôtels, aient le droit de sortir la nuit. Son militantisme lui vaut dans les années 1930 arrestations, torture, traumatismes physiques et, du fait d'une dépression nerveuse liée à ces blessures, un internement en hôpital psychiatrique. Sous surveillance policière et période probatoire, alors qu'elle  travaille comme ouvrière dans une usine de céramique, elle est plus tard emprisonnée pour quatre ans.  
Sous la pression du gouvernement militaire, elle participe au courant de la « littérature de production », visant à soutenir l'effort de guerre et où elle fait une large place au thème de la vie des ouvriers sidérurgiques.
En 1945, après l'autorisation du parti communiste, elle y  milite à nouveau et reprend sa carrière littéraire. Elle collabore au Shin Nihon Bungaku (litt. « Nouvelle littérature japonaise ») pour lequel elle rédige nouvelles et reportages. Après deux autobiographies, elle continue à militer et, subsidiairement, à écrire jusqu'à sa mort.
Mariée à  Korehito Kurahara, critique littéraire et membre du PC, elle a avec lui deux enfants.
Elle meurt à 87 ans des complications d'une bronchite.

## Œuvre
Son ouvrage Watashi no Anpo tōsō nikki [littéralement :«  Mon journal de la lutte contre l'Anpo »], publié en 1963, mêle description littéraire de son quotidien et réflexions personnelles, avec une chronique politique et sociale entre janvier et juillet 1960 des manifestations contre l'Anpo, le contesté Traité de sécurité entre les États-Unis et le Japon. 

## Réception et distinctions
Elle reçoit la mention honorable au 1er concours de romans de Bungeishunjū pour Kudama (曲玉, 1925).
Elle est nommée aux Prix Akutagawa en 1937 et  Shinchosha en 1938 pour 白衣作業 [« Travail en blouse blanche »]
Son récit 鈴虫の雌 (Suzumushi no mesu [La femelle du coléoptère]), typique de son travail ressortant de la littérature féministe prolétarienne,  a été traduit en anglais sous le titre The Female Bell-Cricket.